# Soliloquy (canción)
"Soliloquy" es una canción de 1945 compuesta por Richard Rodgers, con letra de Oscar Hammerstein II, escrita para su musical Carousel de 1945, donde fue presentada por John Raitt. Gordon MacRae interpreta la canción en la versión cinematográfica de 1956.

## Argumento
Billy Bigelow, el ahora desempleado encargado del carrusel, el antihéroe del musical, canta esta canción de siete minutos y medio justo después de saber que está a punto de convertirse en padre. Mientras canta, sueña despierto felizmente con lo que significa ser padre de un niño, pero a mitad de la canción, se da cuenta de que podría llegar a ser una niña. La canción inmediatamente se vuelve más tierna, ya que comienza a gustarle la idea. Al final de la canción, considera que una niña necesita lo mejor que puede ofrecer un padre y decide conseguir dinero para mantenerla. Es esta idea la que lo impulsa a ayudar a su amigo el delincuente Jigger Craigin a cometer un robo, un acto que finalmente produce un desastre personal para Billy.

## Características
Frank Sinatra se había convertido recientemente en padre cuando grabó "Soliloquy" por primera vez el 28 de mayo de 1946. Con la limitación de tiempo de aproximadamente 3:30 en un disco de 10" y 78 rpm, su grabación de 7:57 de largo fue lanzada en el sello Masterwork de Columbia (la división clásica) como las dos caras de un disco de 12".
La canción es extremadamente inusual, ya que requiere que el cantante cante en solitario (y ocasionalmente, hable) durante siete minutos y medio completos, a la manera de un aria operística, sin el soporte de un grupo coral acompañante, como suele ser el caso de los números musicales largos (como por ejemplo, Ol' Man River). La larga canción Glitter and Be Gay, de Candide de Leonard Bernstein, impone un requisito similar a la soprano que la interpreta.

## Grabaciones notables
Los álbumes de reparto y estudio cuentan con John Raitt, Robert Goulet, Robert Merrill, Gordon MacRae, Alfred Drake, Michael Hayden y Samuel Ramey como Billy. Entre otras grabaciones, figuran las siguientes:
- Frank Sinatra - The Concert Sinatra (1963), " A Man And His Music " (1965), Sinatra 80th: Live in Concert (1995)
- Sammy Davis Jr. - Mr. Entertainment (1961)
- Anthony Warlow - Centre Stage
- Mandy Patinkin - Mandy Patinkin
- Thomas Hampson - Leading Man: The Best of Broadway
- James Barbour - Broadway in Concert (2007)
- Bryn Terfel - Something Wonderful (1996)
- Brian Stokes Mitchell - Simply Broadway (2012)
- Glen Campbell - Live at the Royal Festival Hall (SWBC-11707) (1977)
- Joshua Henry - CAROUSEL en Broadway (2018)